# Veronika Six
Veronika Six (nascida a 2 de fevereiro de 1963) é uma atleta de taekwondo austríaca. Ela competiu nos Jogos Olímpicos de Verão de 1988, onde o taekwondo foi um desporte de demonstração, no evento peso mosca. No Campeonato Europeu de Taekwondo de 1986 ela ganhou a medalha de bronze na categoria -51 kg.